# Palaeoloxodon antiquus
L'elefante dalle zanne dritte (Palaeoloxodon antiquus Falconer & Cautley, 1847) è una specie estinta di elefante, vissuta nel Pleistocene medio e superiore (all'incirca da 550.000 a 70.000 anni fa).

## Evoluzione
A partire dagli anni '70 gli studiosi ritengono in genere che Palaeoloxodon sia strettamente affine al genere Elephas (l'elefante asiatico), nel quale era un tempo inserito, e che in particolare P. antiquus si sia evoluto da Elephas ekorensis per il tramite di P. recki. Tuttavia alcuni studi recenti sembrano indicare una maggiore affinità al genere Loxodonta (l'elefante africano) e una diversa storia evolutiva.

## Descrizione
Con i suoi quasi 4 metri di altezza media, questo elefante aveva dimensioni simili ai più grandi esemplari di elefante africano ed era perciò notevolmente più grande del contemporaneo mammut lanoso (Mammuthus primigenius); il cranio, relativamente piccolo in proporzione al resto del corpo, aveva una forma stretta e allungata, mentre le zanne scendevano quasi diritte a sfiorare il suolo, curvandosi leggermente solo all'estremità. Le zampe erano in proporzione più lunghe, sia rispetto agli elefanti attuali che ai mammut.

## Distribuzione e habitat
Viveva in foreste o in praterie ricche di macchie di alberi decidui, ma alcuni ritrovamenti indicano anche una penetrazione nelle foreste di conifere della fascia temperata. Si tratta di un animale tipico dei periodi interglaciali europei.

## Estinzione
Con i ritorni al clima freddo, Elephas antiquus si ritirò verso sud lasciando la zona centroeuropea al contemporaneo mammuth delle steppe (Mammuthus trogontherii). Nel secondo periodo interglaciale, l'animale raggiunse il Mediterraneo, dove diede vita a numerose sottospecie (o specie vere e proprie, a seconda delle classificazioni), tra cui alcune forme nane come Palaeoloxodon falconeri e subì la caccia da parte dell'uomo.
Gli ultimi esemplari sono documentati in Spagna, dopodiché l'animale si estinse alla fine del Würm. Su di una roccia del sito portoghese di Vermelhosa, adiacente al Parco della valle del Côa, è stata documentata una figura paleolitica graffita raffigurante la testa di un Palaeoloxodon antiquus. Riguardo al Portogallo, João Luís Cardoso afferma che la specie è sopravvissuta sino al 30.000 BP.

## Ritrovamenti fossili

P. antiquus italicus esposto nel Museo di Storia Naturale del Pollino (Potenza)

Di questo elefante si sono rinvenute molte ossa e molti denti sparsi, ma pochi scheletri completi.
In Italia sono stati trovati i seguenti resti:
- nel 1941 a Viterbo: uno scheletro pressoché completo, ora esposto al Museo di storia naturale Giacomo Doria di Genova.[5]
- nel 1981 a Roma, nel quartiere periferico di Casal de' Pazzi: resti risalenti al Paleolitico medio di Elephas antiquus si sedimentarono in un'ansa tufacea del fiume Aniene. Ad oggi parte del sito è stata musealizzata per farvi sorge il Museo di Casal de' Pazzi.
- nel 1982 a Rotonda (PZ) in località Calorie. Il ritrovamento con la successiva campagna archeologica ha portato alla luce lo scheletro quasi per intero, per questo considerato uno dei più importanti a livello nazionale.[6] Ora è esposto al museo naturalistico e paleontologico di Rotonda.
- tra il 1999 ed il 2006 a Colleferro in provincia di Roma, nel giacimento del Pantanaccio. Resti di grandi dimensioni, tra cui un cranio con una zanna ancora attaccata. Datazione al Pleistocene medio (i resti e una ricostruzione in scala 1:1 di questo mammifero si trovano nel Museo Archeologico del Comune di Colleferro).
- nel 2009 è stato ritrovato ad Allumiere (RM) un cranio con entrambe le zanne attaccate, vertebre e bacino. Nello stesso sito furono rinvenuti strumenti litici appartenenti all'Homo heidelbergensis. Il tutto è conservato presso il Museo Civico archeologico-naturalistico "Adolfo Klitsche De La Grange" di Allumiere, nel quale è stata allestita una sala apposita che riproduce l'intero sito di scavo con i reperti lasciati nella stessa posizione in cui sono stati scoperti.
- nel 2012 a Poggetti Vecchi (Grosseto): sono stati trovati resti di Elephas antiquus assieme a strumenti preistorici umani[7].
- nel 2013 a Castel Cellesi (VT): dopo il rinvenimento di alcuni denti lo scavo, parzialmente museato[8], sta portando alla luce i resti di un individuo adulto simile a quello viterbese, con la collaborazione del Museo di Paleontologia dell'Università di Firenze.

- nel 2017 nel lago Cecita (Sila cosentina): in seguito alla siccità, il livello del lago si è abbassato permettendo il rinvenimento di uno scheletro completo[9].